# Parioli (Quartier)

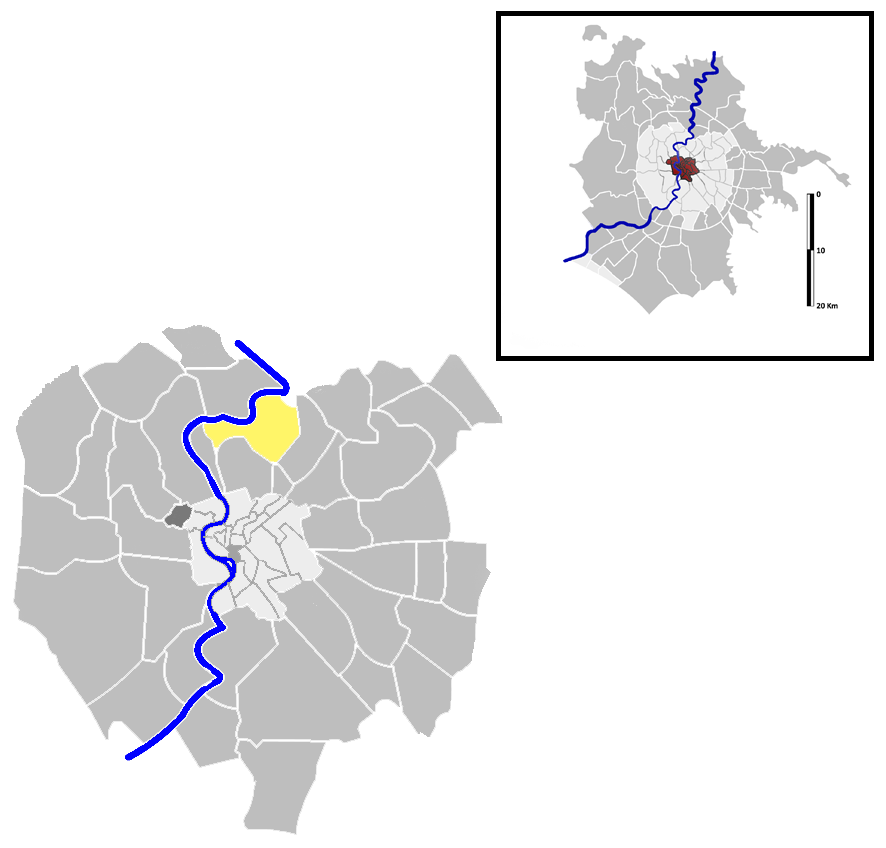
Lage von Parioli in Rom

Parioli ist ein Quartier im Norden der italienischen Hauptstadt Rom. Der Name leitet sich von den Tuffhügeln Monti Parioli her, die das Viertel begrenzen. Das Quartier wird als Q.II bezeichnet und ist Teil von Municipio II. Es zählt 22.346 Einwohner und hat eine Fläche von 4,7506 km².
Es bildet die mit dem Code 2.b bezeichnete zone urbanistiche, mit 23.720 Einwohnern im Jahr 2010.

## Geschichte
Parioli ist einer der ersten 15 Bezirke, die 1911 in Rom gegründet und 1921 offiziell anerkannt wurden.

## Besondere Orte
- Fort Antenne
- Villa Ada
- Villa Glori
- Jardin de la Villa Balestra
- San Roberto Bellarmino
- San Luigi Gonzaga
- Moschee von Rom
- Auditorium Parco della Musica
- Stadio Flaminio
- Palazzetto dello Sport